# Apiocera hispida
Apiocera hispida är en tvåvingeart som beskrevs av Mont A. Cazier 1941. Apiocera hispida ingår i släktet Apiocera och familjen Apioceridae.
Artens utbredningsområde är Kalifornien. Inga underarter finns listade i Catalogue of Life.